# Contorniato

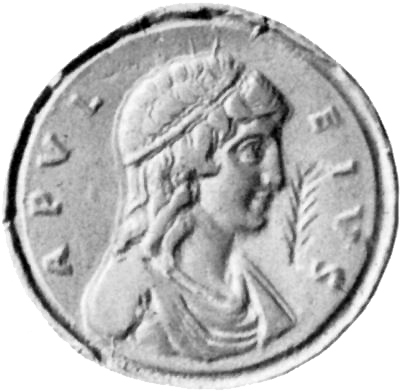
Retrato imaginario de Apuleyo en un contorniato del con la inscripción "Apuleius"

Un contorniato es una especie de medalla o medallón de bronce u otros metales nobles. Existe el término español, contorneado, pero cayó en desuso frente a medallón contorneado y sobre todo frente al citado vocablo italiano, contorniato.
Los contorniatos se caracterizan por tener un profundo surco o incisión en el contorno o borde, como si hubieran sido acuñadas en un torno. Parece claro que estos medallones se remontan a un origen griego (y anterior), puesto que su elaboración deriva de la numismática, de la acuñación de monedas . Alcanzaron gran difusión con fines ornamentales y propagandísticos en la época de Constantino I y sus sucesores. Con frecuencia se utilizaban como regalos. Suelen contener retratos de personalidades (véase a Apuleyo, en la imagen), especialmente de emperadores.